# Serra de Guadalupe

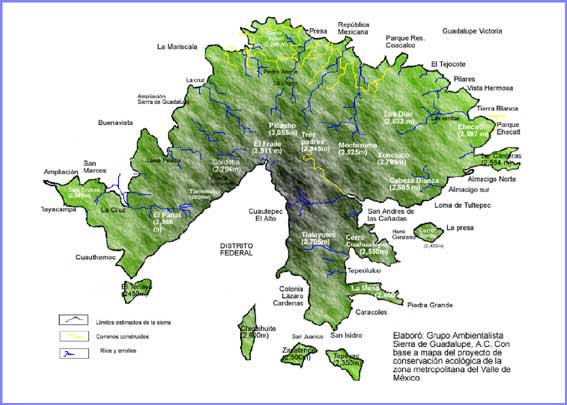
Mapa de la serra de Guadalupe

La serra de Guadalupe és una cadena muntanyenca de poca elevació que quasi divideix a la Conca de Mèxic; corre des del Ponent i va descendint cap a l'Orient, en la muntanya que es coneix com el turó del Tepeyac.
Delimita al nord la Vall de Mèxic i divideix geogràficament al Districte Federal amb l'Estat de Mèxic.
Des de finals del segle xix, ha patit un procés de pèrdua de les seues zones forestals i fauna, aquesta deterioració ambiental va augmentar durant la segona meitat del segle xx a causa de l'expansió de la taca urbana de la Ciutat de Mèxic.
Part de la zona Orient de la serra fou reforestada amb la introducció de l'arbre d'eucaliptus. En l'any de 1937 es creà el Parc Nacional El Tepeyac en la porció ja citada, i més tard en la part Nord i la zona interior la serra va ser creada la zona de preservació ecològica Reserva Natural Serra de Guadalupe. La serra duu aquest nom a honor a la verge de Guadalupe.

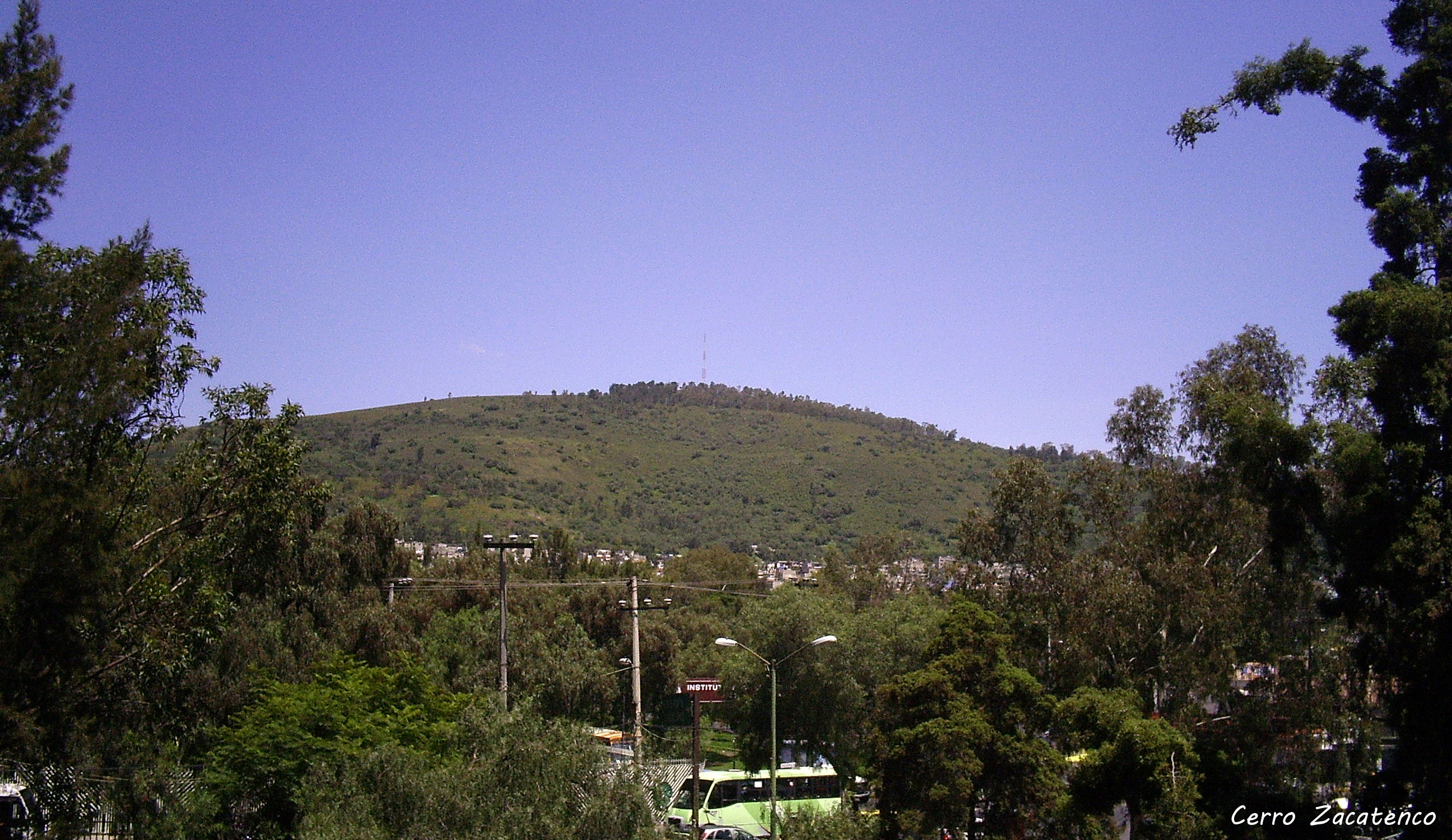
Cerro Zacatenco.

## Enllaços externs

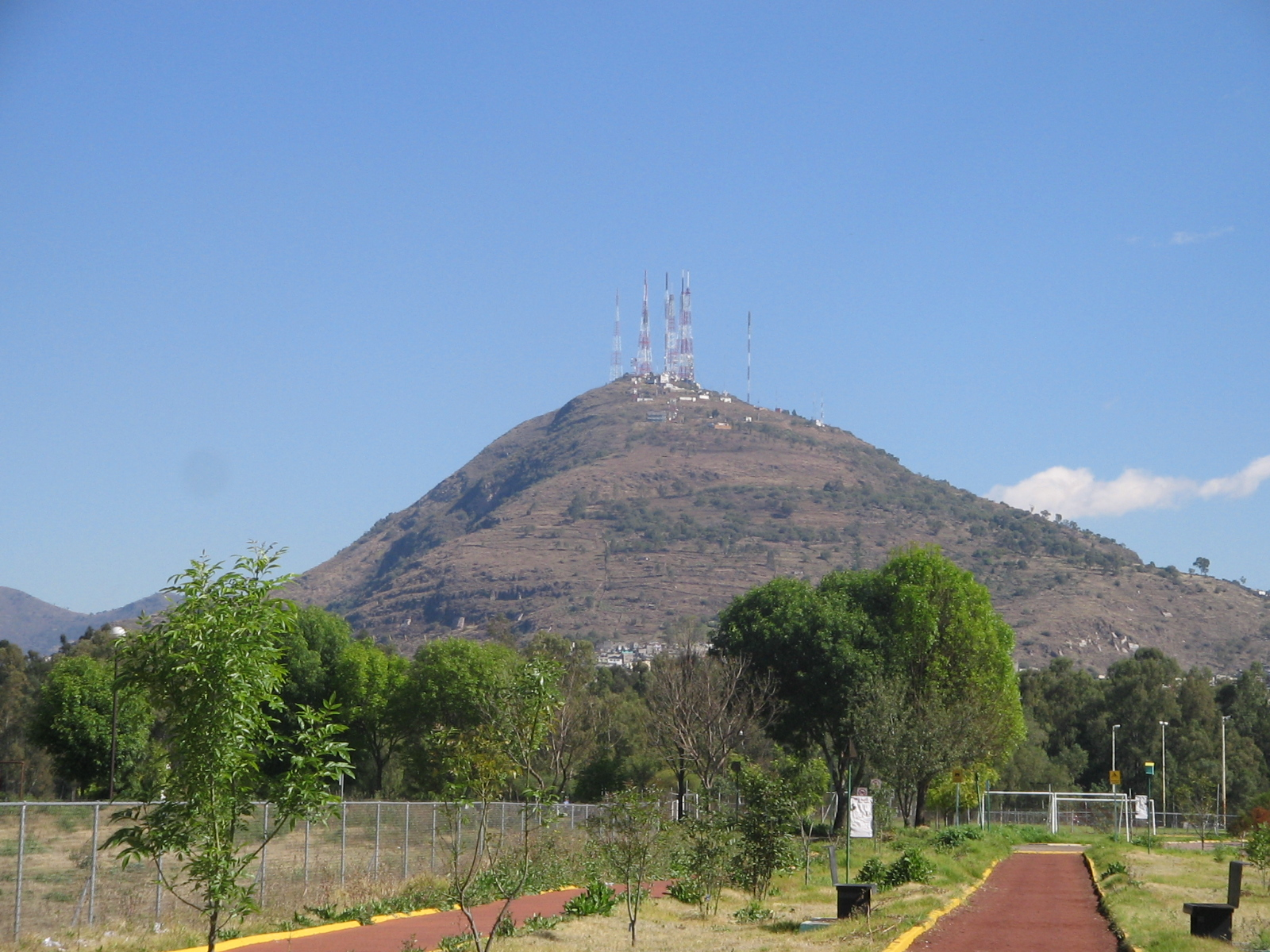
Cerro del Chiquihuite.
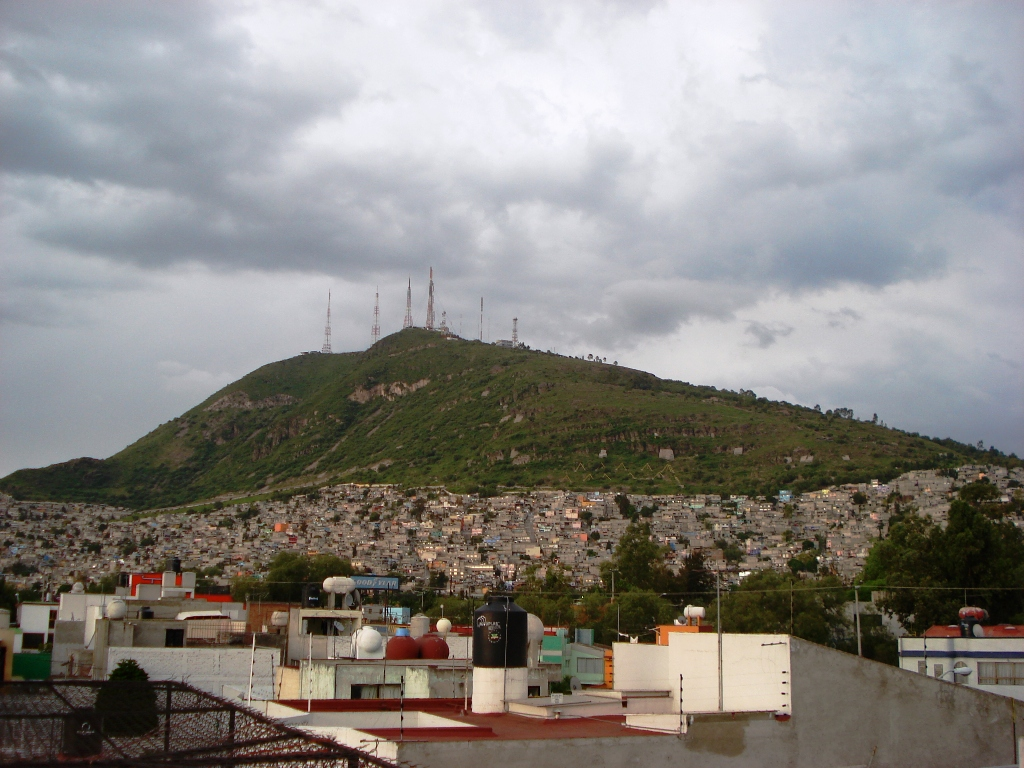
Cerro del Chiquihuite.
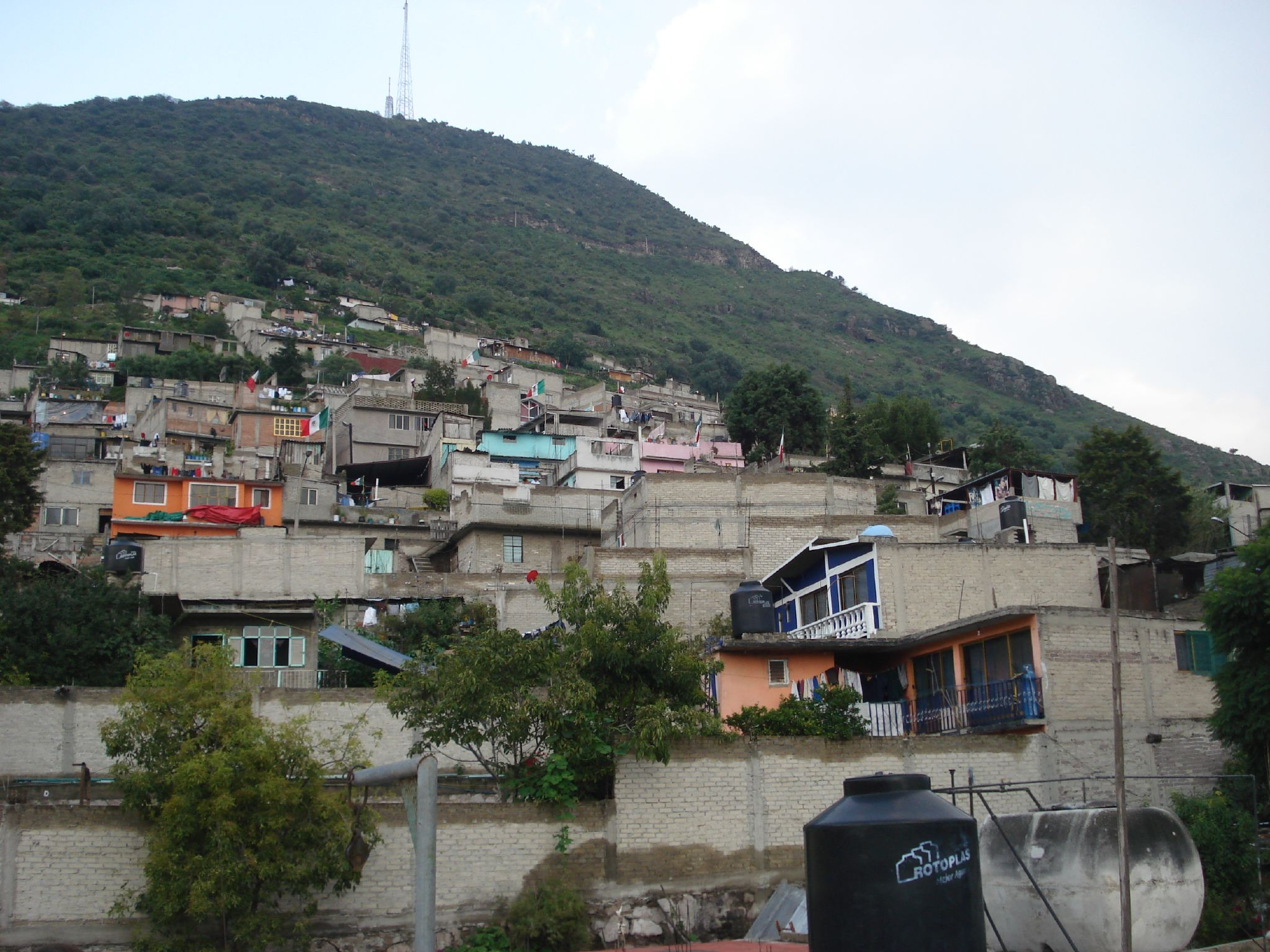
Cerro del Chiquihuite.